# Schülerkonferenz
Die Schülerkonferenz ist ein Mitwirkungsgremium an deutschen Schulen, dessen Bezeichnung je nach Bundesland variieren kann. So spricht man in Brandenburg von der Konferenz der Schülerinnen und Schüler (KdSuS) und in Mecklenburg-Vorpommern vom Schülerrat. Sie ist wichtiger Bestandteil der Schülervertretung, welche ihrerseits jedoch den gesamten Apparat aller die Schüler repräsentierenden Vertreter und Gremien bezeichnet, während die Schülerkonferenz hauptsächlich die Wahlen zu dieser durchführt.
Stimmberechtigte Mitglieder sind die Klassen- und Stufensprecher sowie der Schülersprecher, falls dieser nicht ohnehin aus diesem Kreis zu wählen ist.
Zu ihren Aufgaben gehört es primär, den Schülersprecher der Schule zu wählen, die Positionen der Schüler in den anderen Mitwirkungsgremien wie Kreisschülerrat, Schulkonferenz, den Fachkonferenzen, der Elternkonferenz und der Lehrerkonferenz zu besetzen, wobei die Positionen in Eltern-, Fach- und Lehrerkonferenzen fast immer beratend sind. Sie trifft außerdem die Schülerschaft betreffende Beschlüsse zum Beispiel zu Schülerhaushalten und Stellungnahmen der Schülerschaft. Außerdem vertritt sie die schulischen Interessen der Schüler, fordert die Mitwirkungs- und Verantwortungsbereitschaft der Schülerinnen und Schüler und beteiligt sich an der Verwirklichung der Bildungsauftrags der Schule.

## Brandenburg

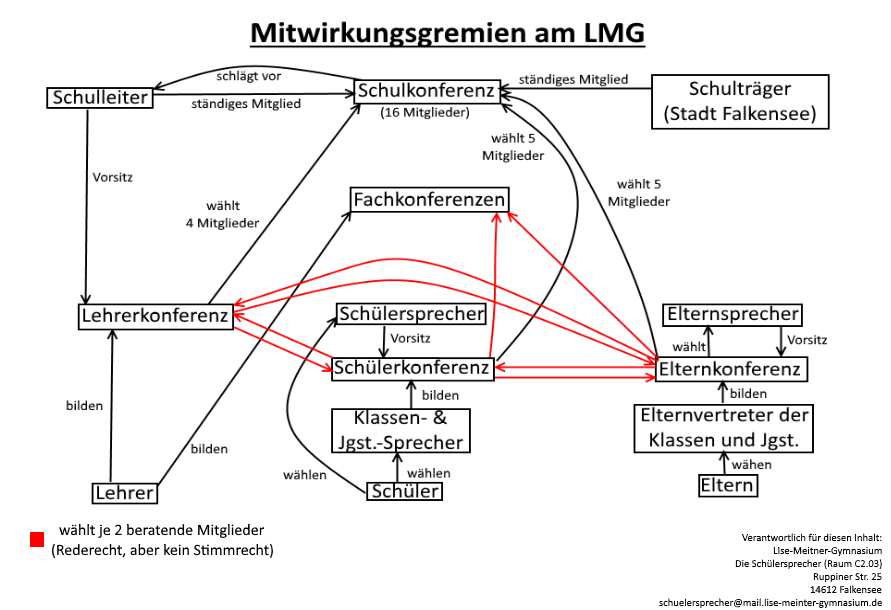
Mitwirkungsgremien an Brandenburger Schulen (beispielhaft anhand des Lise-Meitner-Gymnasiums Falkensee)

Das System der Schülermitwirkung im Land Brandenburg, dessen zentraler Bestandteil die Schülerkonferenz ist, kann anhand der nebenstehenden Grafik beschrieben werden, welche sie beispielhaft am Lise-Meitner-Gymnasium in Falkensee, Havelland zeigt.
Die Wahl des Schülersprechers kann hierbei auf zwei Weisen gestaltet sein:
1.) Der Schülersprecher wird aus dem Kreis der stimmberechtigten Mitglieder der Schülerkonferenz gewählt.
2.) Liegt ein entsprechender Beschluss der KdSuS vor, wird der Schülersprecher wie in der Grafik gezeigt, aus dem Kreis aller Schüler von ihnen gewählt.